# ファーストエア6560便墜落事故
ファーストエア6560便墜落事故（ファーストエア6560びんついらくじこ）とは、ファースト・エアーが運航するチャーター機のボーイング737-210Cが、2011年8月20日に墜落した事故である。

## 事故の概略

### 航空機と乗務員
- 機体：ボーイング737-210C、機体記号:C-GNWN、1975年製造
- 乗員：機長・副操縦士・客室乗務員、各1名
- 乗客：12名

### 事故の経緯
2011年8月20日、現地時間午前11時40分頃、カナダ北部のイエローナイフからレゾリュートへ向かっていたチャーター便が、レゾリュート湾空港へと着陸接近中に空港から1.8キロメートル (0.97 nmi)離れた丘に時速290 km/h (160 kn)で墜落した。
乗客・乗員15名のうち12名が死亡し、3名が重傷を負った。偶然にも墜落現場の付近で演習を行っていたカナダ軍部隊が、事故から20分後に墜落現場に到着し、生存者3名（いずれも乗客）を発見し、救助活動を行った。

### 事故原因
事故原因は、着陸進入中に乗務員の意図なく自動操縦装置が解除されたことによって、機体が航空路から右に逸れ、乗務員がそれに有効な手を打つ時間がなかったためとされている。
しかし、コックピットボイスレコーダーからは、この他にも、乗員同士の意見の食い違いがあったことも判明している。（「メーデー!12:航空機事故の真実と真相」にて、事故原因として推定されている）
事故原因には、到着地であるレゾリュート湾が北極に近い場所にあったことが関係している。北極点と磁北極は一致しないため、方位磁石には北に行けば行くほど不正確になる特性があり、クルーたちは目的地に向かう途中で何度か方位磁石の調整を行なっていた。しかしこの際の調整が狂っていたとみられる。
目的地であるレゾリュート湾空港の滑走路に向かうルートから逸脱していることに最初に気付いたのは副操縦士だった。彼はコースの逸脱を知ってから墜落するまでの数分間、機長に18回に渡って警告した。しかし二人とも自動操縦が解除されたことに気付いておらず、機長は機体がILSに誘導されているものだと思い込んでいた。前述の調整の狂いもあり、また、機長は以前のフライトでも別の副操縦士から警告を受けたものの、その時は無事に滑走路に降りていた。そのため、副操縦士からの警告を軽く受け流しただけだった。さらに、機長は勤続15年のベテランだったが、一方、副操縦士は入社してから4年ほどで、しかも、ボーイング737型機には最近になって乗務し始めたばかりでもあり、機長に強く警告することができなかったようだった。
当時のレゾリュート湾空港の滑走路は霧に覆われており、パイロットたちの視界は遮られていた。そのため、機長は最後まで機体がコースから逸脱していることに気付かなかった。彼は副操縦士の警告を無視して着陸を試み、滑走路が視認できないと気付いて着陸復航を行なった。しかし既に手遅れで、6560便は丘に激突する結果になった。

### 生存者の救助と事故調査官たちの対応
6560便は丘に激突した結果、機体が大きく3つに分断され、12名の乗員乗客が亡くなった。
だが、生存した3人は、墜落から30分以内に救助された。この日は運良くレゾリュート湾近辺でカナダ軍や沿岸警備隊による大規模演習が行なわれていたため、隊員たちは訓練通りの迅速な対応で救助活動をした。
さらに、演習にはカナダの運輸安全委員会のメンバーたちも参加していたため、墜落からわずか1時間で事故調査が始まり、フライトデータレコーダーとコックピットボイスレコーダーは共に無事回収され、容易に復元された。
事故調査の結果、運輸安全委員会はファーストエアに対して、北極圏への飛行の際に方位磁石の調整を密にすることと、機長と副操縦士間のコミュニケーションを改善すること、特にこのようにコースが逸脱した場合の副操縦士の対応訓練を命じることになった。

## この事故を扱った番組
- メーデー!:航空機事故の真実と真相 第12シーズン第10話「Death In The Arctic」